# 김지원 (배드민턴 선수)
김지원(1995년 2월 26일~)은 대한민국의 배드민턴 선수이다. 2013년 세계 주니어 배드민턴 선수권 대회 혼합 단체전에서 금메달을 획득했다.